# نلی آساطریان
نلی اونیکی آساطریان (ارمنی: Նելլի Օնիկի Ասատրյան؛ انگلیسی: Nelly Asatryan؛ ۶ اکتبر ۱۹۴۴) نقاش اهل ارمنستان است.

## زندگی‌نامه
وی در ۶ اکتبر ۱۹۴۴ در ایروان به دنیا آمد و از کالج دولتی هنرهای زیبای پانوس ترلمزیان (۱۹۶۶) و انستیتو دولتی هنری و نمایشی ایروان (۱۹۷۱) فارغ‌التحصیل گشت. وی از سال ۱۹۶۶ عضو اتحادیه نقاشان اتحاد شوروی بود.

## نگارخانه

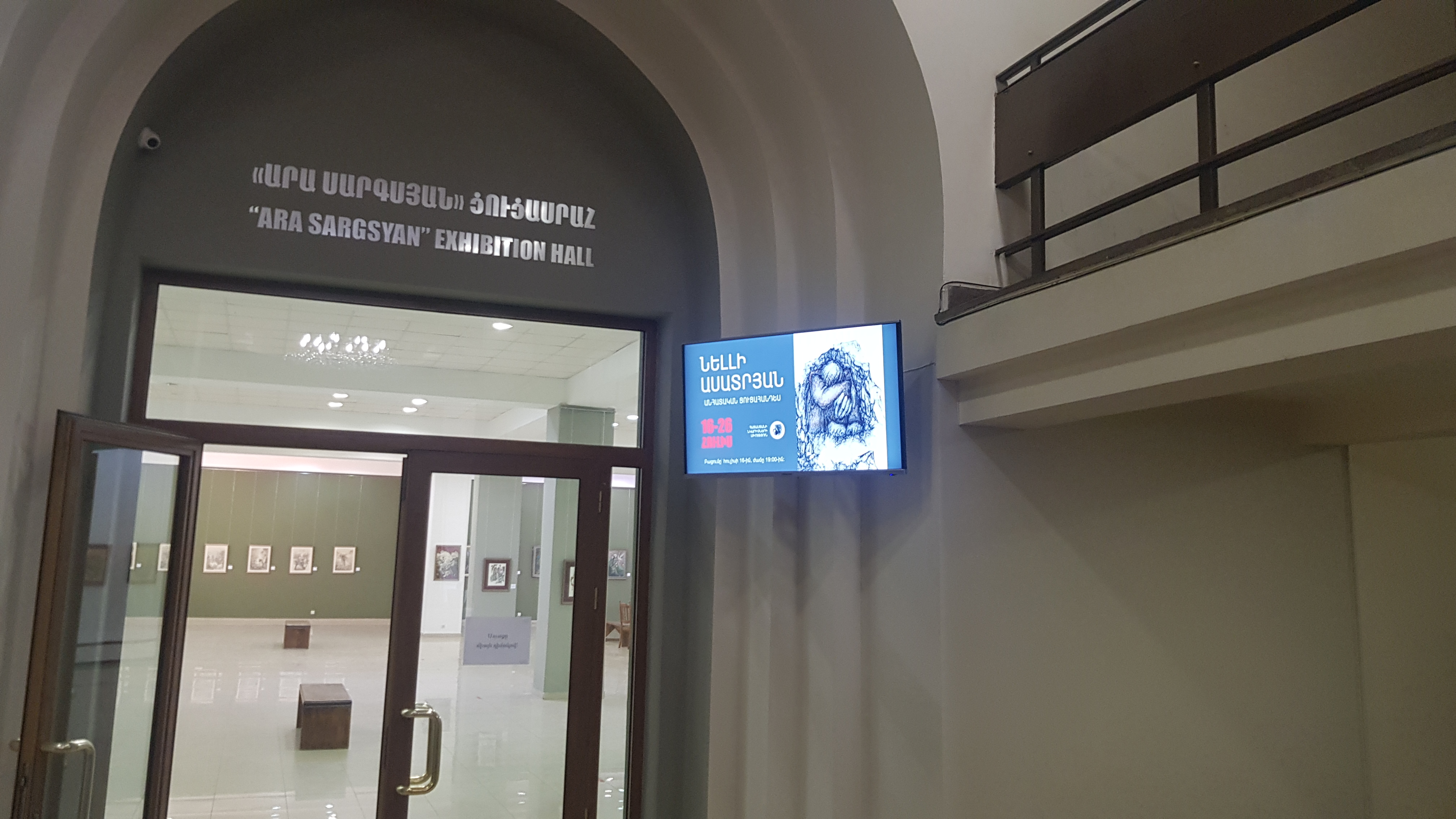
نمایشگاه آثار نلی آساطریان در اتحادیه هنرمندان ارمنستان،  ۲۰۲۱
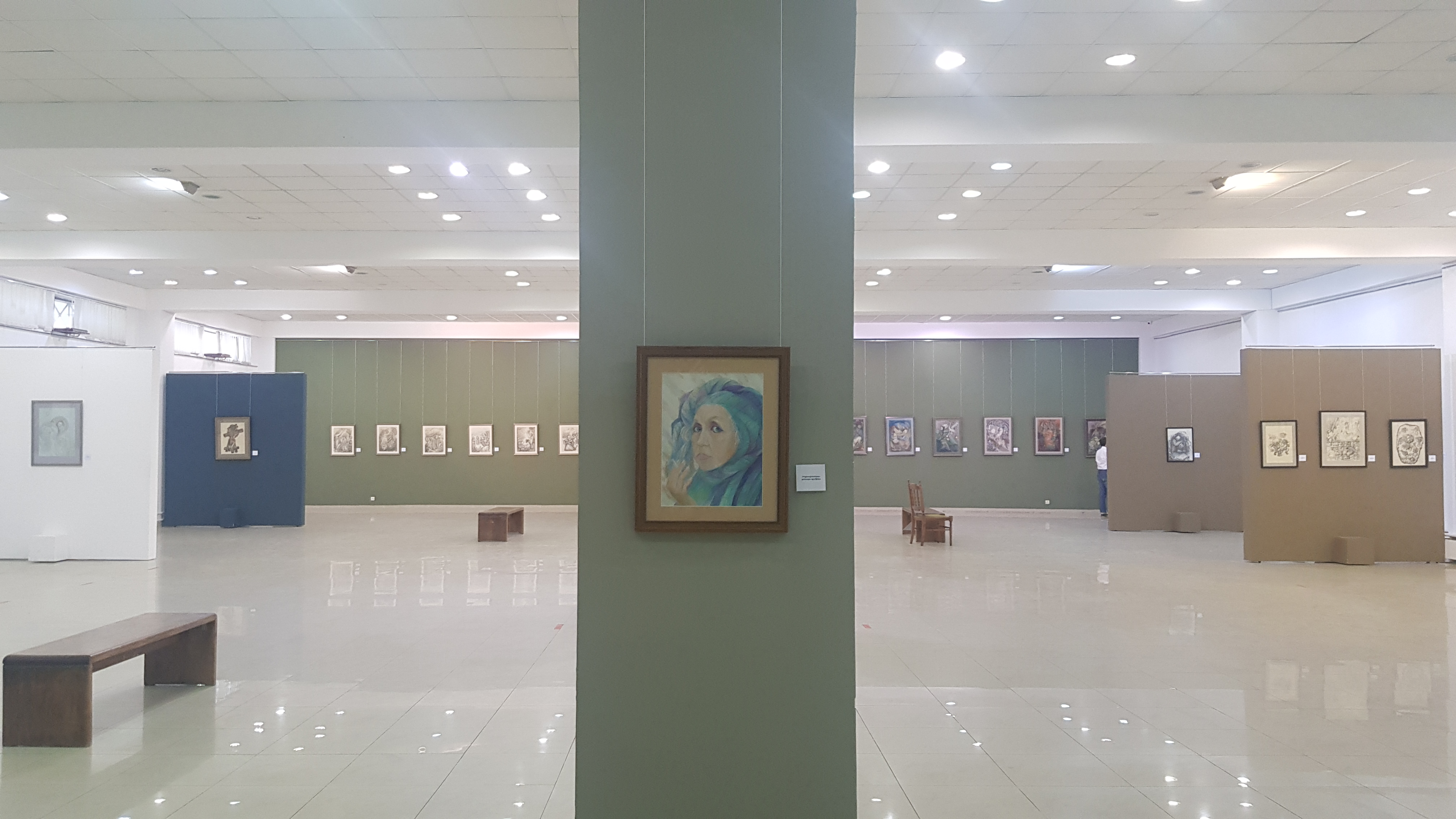
نمایشگاه آثار نلی آساطریان در اتحادیه هنرمندان ارمنستان،  ۲۰۲۱